# Rhett Akins
Thomas Rhett Akins sr. (Valdosta, 13 oktober 1960) is een Amerikaanse countryzanger en songwriter. Hij tekende bij Decca Records tussen 1994 en 1997 en bracht twee albums uit voor dat label (A Thousand Memories (1995) en Somebody New (1996)), gevolgd door What Livin's All About (1998) bij MCA Nashville. Friday Night in Dixie werd in 2002 uitgebracht bij Audium Entertainment. In totaal waren de albums van Akins goed voor veertien singles in de Billboard Hot Country Songs, waaronder de #1-hit Don't Get Me Started uit 1996.
Hoewel hij sinds 2006 geen single meer in de charts heeft gebracht, heeft Akins singles geschreven voor andere countryzangers, voornamelijk als een derde van het songwriting-team The Peach Pickers naast Dallas Davidson en Ben Hayslip. Akins' zoon Thomas Rhett is ook countryzanger.

## Biografie
Rhett Akins werd geboren als zoon van Pamela LaHood en Thomas Akins. Zijn grootvader George LaHood was van Libanese afkomst. Op 11-jarige leeftijd hadden hij en zijn twee jongere broers een band gevormd. Rhett speelde voetbal aan de University of Georgia en studeerde bedrijfskunde, maar stopte na een jaar met zijn studie. Daarna werkte hij voor het olie- en gasdistributiebedrijf van zijn vader.
Na een optreden in 1992 in de themaparkshow Music Country Music in Fiesta Texas in San Antonio (Texas), verhuisde Akins naar Nashville (Tennessee) en trad op in Country Music USA in het Opryland Theme Park. Akins werd toen een demo-zanger voordat Decca Records hem een platencontract aanbood.
Akins eerste single was What They're Talkin' About (#35) in de Billboard country charts eind 1994, gevolgd door I Brake for Brunettes (#36). Na deze eerste twee singles kwam zijn kenmerkende nummer That Ain't My Truck. Dit was zijn doorbraakhit en piekte medio 1995 op #3 in de country charts. Alle drie deze nummers stonden op zijn debuutalbum A Thousand Memories uit 1995, dat ook She Said Yes (#17) produceerde. Eveneens in 1995 en 1996 toerde Akins met Reba McEntire. In 1995 werd hij uitgeroepen tot een van de Top New Stars van Country America.
Akins' tweede album Somebody New produceerde zijn enige #1-hit Don't Get Me Started, die piekte in augustus 1996. De andere drie singles van Somebody New waren minder succesvol met Love You Back (de tweede single) en werd zijn laatste top 40-hit (#38).
Nadat Decca's Nashville-divisie in 1997 was opgegaan in MCA Nashville, werd Akins overgeplaatst naar MCA Nashville voor de publicatie van zijn derde album What Livin's All About (1998). Dit album was echter nog minder succesvol met zijn eerste single More Than Everything, die een plaats tekort kwam in de top 40 in de Verenigde Staten, hoewel het een #25 hit was in de RPM country charts in Canada. Eveneens in 1998 plaatste Akins zich in de chart met een cover van Eddie Rabbitts #1-hit Drivin' My Life Away uit 1980, die Akins coverde op de soundtrack van de film Black Dog uit 1998.
In 2000 vertolkte hij het karakter van Tom Sawyer in MGMs geanimeerde remake van Tom Sawyer naast landgenoot Mark Wills, die de stem van Huckleberry Finn vertolkte, evenals Lee Ann Womack, die de zangstem van Becky vertolkte. Het vierde album Friday Night in Dixie werd in 2002 uitgebracht bij Koch Records. De enige twee singles Highway Sunrise en In Your Love van dit album bereikten respectievelijk #55 en #57.
Akins bracht geen nieuwe single uit, tot hij in 2005 tekende bij BNA Records, toen hij het nummer Kiss My Country Ass (#57) uitbracht, dat later werd opgenomen door Blake Shelton voor diens ep Hillbilly Bone in 2010. Het stond op zijn album People Like Me, dat oorspronkelijk op 14 juni 2006 via BNA zou worden uitgebracht, maar uiteindelijk in juni 2007 in eigen beheer werd uitgebracht. If Heaven Wasn't So Far Away was de tweede single van People Like Me, die niet in de chart kwam voor Akins, maar later werd opgenomen door Justin Moore, wiens versie naar #1 ging. Down South volgde in 2008, net als de enige single, het titelnummer, dat opnieuw niet in de chart kwam.
In 2009 bracht Akins de single Hung Up uit, die niet in de chart kwam. Deze werd later opgenomen op het album Michael Waddell's Bone Collector: The Brotherhood Album (2010), een samenwerking met landgenoot Dallas Davidson, uitgebracht via Reprise Records Nashville.

### Carrière als songwriter
Aan het einde van de jaren 2000 begon Akins liedjes te schrijven voor andere artiesten, voornamelijk met Ben Hayslip en Dallas Davidson, gezamenlijk bekend als The Peach Pickers. Onder de singles die Akins heeft meegeschreven, zijn Put a Girl in It opgenomen door Brooks & Dunn, Barefoot and Crazy door Jack Ingram, Gimmie That Girl en The Shape I'm In door Joe Nichols, All About Tonight, Honey Bee, I Lived It en Boys Round Here van Blake Shelton, When She Says Baby, Just Gettin' Started, Tonight Looks Good on You door Jason Aldean, All Over Me door Josh Turner, Hot Mess door Tyler Farr, Farmer's Daughter en Take a Back Road door Rodney Atkins, Bait a Hook en Point at You door Justin Moore, I Can Take It from There van Chris Young, I Know Somebody van LoCash, Parking Lot Party, That Don't Sound Like You van Lee Brice, Hey Girl van Billy Currington, I Don't Want This Night to End, Huntin', Fishin' and Lovin' Every Day door Luke Bryan, Wild in Your Smile, Mind Reader, Small Town Boy door Dustin Lynch, It Goes Like This, Get Me Some of That en Star of the Show door Thomas Rhett, Granddaddy's Gun door Aaron Lewis en A Buncha Girls, Young & Crazy door Frankie Ballard, Kick It in the Sticks, Small Town Throwdown door Brantley Gilbert, Ready Set Roll door Chase Rice, Dirt on My Boots door Jon Pardi en Missing door William Michael Morgan.
Op 25 juni 2019 vermeldde The New York Times Magazine Akins op een lijst van honderden artiesten wier materiaal naar verluidt werd vernietigd tijdens de brand in Universal Studios Hollywood in 2008.

## Privéleven
Akins trouwde in 1989 met Paige Braswell, maar sindsdien zijn ze gescheiden. Ze hebben een zoon, Thomas Rhett Akins jr. (geboren 30 maart 1990) en een dochter, Kasey Lee Akins (geboren 1993). De jongere Rhett is ook countryzanger.
Akins trouwde in 2017 met Sonya Mansfield. Ze kregen hun eerste kind op 13 maart 2020, een jongen.

## Discografie

### Studioalbums
| Titel                                                     | Album details                                              | hoogste chartpositie | hoogste chartpositie | hoogste chartpositie | hoogste chartpositie |
| Titel                                                     | Album details                                              | US Country           | US                   | US Heat              | CAN Country          |
| --------------------------------------------------------- | ---------------------------------------------------------- | -------------------- | -------------------- | -------------------- | -------------------- |
| A Thousand Memories                                       | - Publicatiedatum: 3 januari 1995 - Label: Decca Nashville | 45                   | —                    | 23                   | 23                   |
| Somebody New                                              | - Publicatiedatum: 4 juni 1996 - Label: Decca Nashville    | 13                   | 102                  | 2                    | —                    |
| What Livin's All About                                    | - Publicatiedatum: 13 januari 1998 - Label: MCA Nashville  | 33                   | —                    | 20                   | —                    |
| Friday Night in Dixie                                     | - Publicatiedatum: 26 maart 2002 - Label: Audium/Koch      | 65                   | —                    | —                    | —                    |
| People Like Me                                            | - Publicatiedatum: 11 juni 2007 - Label: Zelf uitgebracht  | —                    | —                    | —                    | —                    |
| Down South                                                | - Publicatiedatum: 18 juli 2008 - Label: Zelf uitgebracht  | —                    | —                    | —                    | —                    |
| "—" toont publicaties die zich niet plaatsten in de chart |                                                            |                      |                      |                      |                      |

### Samenwerkingsalbums
| Titel                                                                         | Album details                                                           | Hoogste chartpositie | Hoogste chartpositie |
| Titel                                                                         | Album details                                                           | US Country           | US Heat              |
| ----------------------------------------------------------------------------- | ----------------------------------------------------------------------- | -------------------- | -------------------- |
| Michael Waddell's Bone Collector: The Brotherhood Album (met Dallas Davidson) | - Publicatiedatum: 28 september 2010 - Label: Reprise Records Nashville | 47                   | 19                   |

### Singles
| Jaar                                                      | Single                       | Hoogste chartpositie | Hoogste chartpositie | Hoogste chartpositie | Album                  |
| Jaar                                                      | Single                       | US Country           | US Bubbling          | CAN Country          | Album                  |
| --------------------------------------------------------- | ---------------------------- | -------------------- | -------------------- | -------------------- | ---------------------- |
| 1994                                                      | What They're Talkin' About   | 35                   | —                    | 44                   | A Thousand Memories    |
| 1995                                                      | I Brake for Brunettes        | 36                   | —                    | 28                   | A Thousand Memories    |
| 1995                                                      | That Ain't My Truck          | 3                    | —                    | 7                    | A Thousand Memories    |
| 1995                                                      | She Said Yes                 | 17                   | —                    | 20                   | A Thousand Memories    |
| 1996                                                      | Don't Get Me Started         | 1                    | —                    | 3                    | Somebody New           |
| 1996                                                      | Love You Back                | 38                   | —                    | 51                   | Somebody New           |
| 1996                                                      | Every Cowboy's Dream         | 51                   | —                    | 41                   | Somebody New           |
| 1997                                                      | Somebody Knew                | 69                   | —                    | —                    | Somebody New           |
| 1997                                                      | More Than Everything         | 41                   | 21                   | 25                   | What Livin's All About |
| 1998                                                      | Better Than It Used to Be    | 47                   | —                    | 62                   | What Livin's All About |
| 1998                                                      | Drivin' My Life Away         | 56                   | —                    | 61                   | Black Dog (soundtrack) |
| 2002                                                      | Highway Sunrise              | 55                   | —                    | —                    | Friday Night in Dixie  |
| 2003                                                      | In Your Love                 | 57                   | —                    | —                    | Friday Night in Dixie  |
| 2005                                                      | Kiss My Country Ass          | 57                   | —                    | —                    | People Like Me         |
| 2006                                                      | If Heaven Wasn't So Far Away | —                    | —                    | —                    | People Like Me         |
| 2008                                                      | Down South                   | —                    | —                    | —                    | Down South             |
| 2009                                                      | Hung Up                      | —                    | —                    | —                    | The Brotherhood Album  |
| "—" toont publicaties die zich niet plaatsten in de chart |                              |                      |                      |                      |                        |

### Andere geplaatste songs
| Jaar | Single                                                   | Hoogste chartpositie | Hoogste chartpositie | Album        |
| Jaar | Single                                                   | US Country           | US Country Airplay   | Album        |
| ---- | -------------------------------------------------------- | -------------------- | -------------------- | ------------ |
| 2017 | Drink a Little Beer (Thomas Rhett featuring Rhett Akins) | 42                   | 51                   | Life Changes |

### Muziekvideo's
| Jaar | Video                      | Regisseur        |
| ---- | -------------------------- | ---------------- |
| 1994 | What They're Talkin' About | Jon Small        |
| 1995 | That Ain't My Truck        | Mary Newman-Said |
| 1996 | She Said Yes               | Mary Newman-Said |
| 1996 | Love You Back              | Guy Guillet      |
| 1997 | More Than Everything       | Richard Murray   |
| 1998 | Better Than It Used to Be  | Richard Murray   |
| 1998 | Drivin' My Life Away       | Charley Randazzo |